# Люкское (сельское поселение, Завьяловский район)
Люкское — упразднённое муниципальное образование со статусом сельского поселения в составе Завьяловского района Удмуртии.
Административный центр — село Люк.
Образовано в 2005 году в результате реформы местного самоуправления.
25 июня 2021 года упразднено в связи с преобразованием муниципального района в муниципальный округ.

## Географические данные
Находится на западе района, граничит:
- на северо-западе с Кияикским сельским поселением
- на востоке с Шабердинским сельским поселением
- на юго-востоке с Подшиваловским сельским поселением
- на юге с Среднепостольским сельским поселением
- на севере с Якшур-Бодьинским районом
- на западе с Увинским районом

По территории поселения протекает река Люк, правый приток реки Иж.

## История
Люкский сельсовет Советской волости был образован в 1924 году и на тот момент состоял из 11 населённых пунктов: сёла Люк и Кияик Большой, деревни Динтем-Вамья и Люк Верхний Докья, починки Вознесенский, Кияик Малый, Сергеевский, Скипидарный, Троицкий и Шашур и сельхозартель «Единение». Однако уже через год было произведено разукрупнение сельских советов и из Люкского были выделены Большекияикский и Верхнелюкский сельсоветы.
В 1929 году сельсовет входит во вновь образованный Ижевский район. В 1954 году к Люкскому был присоединён Верхнелюкский сельсовет, а в 1964 году — Большекияикский., В 1965 году сельсовет включается в Завьяловский район..
В 1994 сельсовет преобразуется в Люкскую сельскую администрацию, в 2002 году из неё выделяется Кияикская сельская администрация, а в 2005 преобразовывается в Муниципальное образование «Люкское» (сельское поселение).

## Населенные пункты
| Название     | Тип населённого пункта       | Население 2014 год | Почтовый индекс | ОКАТО          |
| ------------ | ---------------------------- | ------------------ | --------------- | -------------- |
| Люк          | Село, административный центр | ↗1176              | 427016          | 94 216 830 001 |
| Новый Сентег | Деревня                      | ↗290               | 427016          | 94 216 830 002 |
| Верхний Люк  | Деревня                      | ↗5                 | 427016          | 94 216 830 003 |

### Упразднённые населённые пункты
Включая те, которые находились на территории современного Кияикского сельского поселения.
| Название     | Тип населённого пункта | Год упразднения |
| ------------ | ---------------------- | --------------- |
| Маляй Кияик  | Деревня                | 1962            |
| Торфяник     | Починок                | 1962            |
| Троицкое     | Деревня                | 1962            |
| Шашур        | Деревня                | 60-е            |
| Вознесенское | Деревня                | 1978            |

## Экономика
- СПК «Урал», преобразованный из одноимённого колхоза
- СПК «Н. Сентег»
- Крестьянских (фермерских) хозяйств — 28
- Площадь сельхозугодий: 44,1 км²

## Объекты социальной сферы
- МОУ «Люкская средняя общеобразовательная школа»
- «Новосентегская начальная общеобразовательная школа», структурное подразделение МОУ «Люкская СОШ»
- 2 детских сада
- Фельдшерско-акушерский пункт
- 2 учреждения здравоохранения
- Библиотека
- 2 клуба